# Zadnia Świstowa Turnia
Zadnia Świstowa Turnia (słow. Zadná Svišťová veža) – turnia znajdująca się w grani Świstowych Turni (fragmencie Świstowej Grani) w słowackiej części Tatr Wysokich. Od Świstowego Rogu oddzielona jest siodłem Niżniej Świstowej Przełęczy, a od Wielkiej Świstowej Turni oddziela ją Zadnia Świstowa Ławka. Podobnie jak inne okoliczne obiekty jest ona wyłączona z ruchu turystycznego i dostępna jedynie dla taterników.
Zadnia Świstowa Turnia stanowi pierwsze wzniesienie Świstowych Turni od południowego wschodu. W kierunku Doliny Świstowej opada ona skalistą ścianą, która ma zaledwie kilkadziesiąt metrów wysokości. W stronę doliny Rówienki opada urwistą północną ścianą, która ma około 200 m wysokości. Zadnia Świstowa Turnia charakteryzuje się niemalże poziomą granią szczytową.

## Historia
Pierwsze wejścia turystyczne:
- Alfréd Grósz, 30 sierpnia 1912 r. – letnie,
- Ján Červínka i František Pašta, przy przejściu granią, 6 grudnia 1954 r. – zimowe.